# Anne Lataillade
 (février 2025).
Il peut être nécessaire de l'améliorer pour respecter le principe de neutralité de point de vue. Veuillez consulter la page de discussion pour plus de détails.

 (février 2025).
Anne Lataillade est l’auteur de Papilles & Pupilles, un blog de cuisine créé en 2005, et de 5 livres de cuisine. Son blog propose des recettes familiales et reçoit plus de deux millions de visites mensuelles. Présente dans le domaine de la cuisine, Anne Lataillade participe à des émissions et manifestations culinaires. Elle a notamment participé à l'édition 2023 du Festival du livre gourmand.

## Biographie
Anne Lataillade est née le 20 juillet 1966. Elle est diplômée d'une école de commerce (INSEEC Bordeaux).
En 2005, elle quitte son emploi dans la finance pour s’occuper à temps plein de son premier enfant, qui présente une allergie au gluten. Son deuxième enfant est quant à lui allergique aux œufs. La même année, Anne Lataillade crée le blog Papilles & Pupilles pour partager des recettes adaptées à ces deux régimes alimentaires spécifiques.
En 2008, le blog d’Anne Lataillade figure dans le palmarès des blogs féminins les plus influents, selon le magazine Elle et le site Wikio.

## Blog
Anne Lataillade a créé le blog Papilles & Pupilles en 2005, afin de partager des recettes simples ainsi que les découvertes culinaires faites lors de ses voyages. Son blog a une vocation de transmission de la cuisine du quotidien, avec des plats maison accessibles. Dans ses recettes, Anne Lataillade encourage l’utilisation de produits de saison achetés au marché. En novembre 2023, le blog Papilles & Pupilles affiche un trafic de plus de 200 000 vues par jour, ce qui en fait l’un des blogs de cuisine les plus visités en France.

## Livres de cuisine
Anne Lataillade est l’auteur de plusieurs livres.
- Une souris dans le potage… Recettes et récits de blogs culinaires (collectif), éditions Tana, octobre 2006.
- Pains Gourmands : 30 recettes pour toutes les occasions, éditions Eurofina Créapassions, février 2008.
- Un Grand Week-end Bordeaux (réédition 2020), éditions Hachette Tourisme, avril 2017.
- Qu’est-ce qu’on mange ce soir ? Chez Anne Lataillade : 80 menus pour les jours de la semaine, éditions Hachette Pratique, mai 2018.
- Papilles & Pupilles cuisine le Sud-Ouest, éditions Sud-Ouest, septembre 2023.

Anne Lataillade a également collaboré avec le magazine Food Trip Bordeaux en septembre 2023, co-créé par Adrien de Dumast et Martin Herbelin.

## Participations diverses
Anne Lataillade participe à différents événements culinaires, comme le 4ème Championnat du Monde de Cannelés, organisé par la radio France Bleu Gironde en 2015. Elle a également participé à deux émissions gastronomiques sur cette même radio, Le Dessus du panier, de 2012 à 2017, et Le Marché d’Anne Lataillade, lors de la saison hiver 2018 et la saison été 2019.